# ناپدید شدن داگلاس دی‌سی-۴ کانادین پاسفیک ایرلاینز در ۱۹۵۱
ناپدید شدن داگلاس دی‌سی-۴ کانادین پاسفیک ایرلاینز در ۱۹۵۱ (به انگلیسی: 1951 Canadian Pacific Air Lines DC-4 disappearance) یک پرواز شرکت کانادین پاسفیک ایرلاینز از ونکوور به مقصد توکیو بود که در آن ۳۱ مسافر و ۶ خدمه حضور داشتند، در تاریخ ۲۱ ژوئیه ۱۹۵۱ در آلاسکا ناپدید شد و ۳۷ نفر جان باختند.